# Thomas
Thomas — немецкая компания, производитель электробытовой техники, один из ведущих OEM-поставщиков. Компания основана в 1900 году инженером. В настоящее время семейное предприятие управляется уже четвёртым поколением. Производство находится только на территории Германии. В основном производит пылесосы и центрифуги для отжима белья.
В 1962 году была образована дочерняя компания Thomas Magnete, которая в 1972 году стала самостоятельным обществом с ограниченной ответственностью.

## Список модельных рядов пылесосов
С запуском производства пылесосов в 1995 году к настоящему времени было произведено много разных моделей пылесосов (большинство предназначено для влажной уборки).
Пылесосы становились постоянными гостями и подарками в передачах «Квартирный вопрос», «Дачный ответ» и «Фазенда».
В 1998 году впервые появилась линейка Twin (Twin Electronic и Twin Aquafilter). В этом же году были выпущены Thomas Syntho и Thomas Victor - модификации Twin Aquafilter со встроенным парогенератором.
В 2004 году были выпущены модели Thomas Twin TT и Genius, положив начало линейке Genius и семейству Twin TT. С учётом различных модификаций (Twin TT Parquet, Tristan AquaStealth, Twin Aquawash) семейство Twin TT производилось до 2023 года.
В США и Канаде семейство Twin TT продавалось под брендом Rotho. Специально для североамериканского рынка была выпущена версия Twin TT Electro Pet Plus с электрической турбощёткой EBK 340 от компании Wessel-Werk.
В 2008 году были выпущены флагманский моющий пылесос Thomas Twin T2 и бюджетный Thomas Twin T1. 
В этом же году в линейку Genius были добавлены пылесосы Genius S2 и Genius S1, основанные на Twin T2 и Twin T1 соответственно.
С учётом всех модификаций (Twin Leopard, Twin Tiger, Twin Sigma и др.) семейство Twin T1 производилось до 2024 года. Семейство Twin T2 было переименовано в Aquatiс в 2025 году и производится по сей день.
В 2011 году было прекращено производство Twin Aquatherm - последнего представителя  классического семейства Twin Aquafilter. 
В 2012 году были выпущены первые пылесосы семейства XT - Vestfalia XT и Twin XT, ставший объектом культуры мемов на рынке СНГ за счёт популярных рекламных роликов. 
В этом же году производство линейки Genius было остановлено. 

В 2022 году появились первые пылесосы семейства DryBox - Thomas DryBox и DryBox Amfibia с контейнером DryBox.